# مسجد جامع ساری
مسجد جامع ساری مربوط به سده‌های اولیه دوران‌های تاریخی پس از اسلام - دوره قاجار است و در ساری، محله چناربن، داخل بازار نرگسیه واقع شده و این اثر در تاریخ ۸ اسفند ۱۳۷۷ با شمارهٔ ثبت ۲۲۷۲ به‌عنوان یکی از آثار ملی ایران به ثبت رسیده‌است.
بنای کنونی مسجد جامع ساری حاصل بازسازی‌های مکرر در دوران قاجاریه و پهلوی است؛ ولی در میزان قدمت و بنیان‌گذار آن اختلافاتی وجود دارد.
در کنار این مسجد دو مدرسه علمیه شیعی بنا شده است.
(مدرسه علمیه امامیه در جنب این مسجد) و (مدرسه علمیه امام علی [سلیمان خان سابق] مقابل این مسجد)

## تاریخچه
داستانی مبنی بر ساخت این مسجد بر روی ویرانه‌های یک آتشکده وجود دارد.
تا قبل ورود به اسلام ،آتشکده و محل پرستش آیین زرتشتی این دیار بود. تا این که با ورود سادات و پناهندگی سیاسی و آزادی تبلیغ دینی
به نمایندگی ملا مجدالدین در زمان امامت جعفر صادق و به پادشاهی حکومت باستانی اسپهبد خورشید در طبرستان ، و مسلمان شدن مردم این دیار به مذهب تشیع به مسجد تغییر کاربری می‌دهد. بررسی منابع نشان می‌دهد که این بنا قدیمی‌ترین مسجد مازندران است. ابوالخصیب نخستین حاکم عرب در طبرستان بود که به فرمان منصور دومین خلیفه عباسی در سال ۱۴۴ هـ.ق در ساری مستقر شد. بنای مسجد جامع را با تغییر بنای آتشکده ساری، به ابوالخصیب نسبت می‌دهند.

## اطلاعات بنا و معماری مسجد
از آثار قدیمی مسجد چیزی باقی نمانده است و در حال حاضر شامل حیاطی چهار گوشه، ایوان ضلع جنوبی با دو مناره آجری چهار گوشه با سقف سفالپوش در بالای آن، شبستانهای شرقی و غربی، سه محراب و دو ورودی غربی و شمالی است. محراب اصلی در ایوان ضلع جنوبی و دو محراب نیز در دو سوی ایوان و مرتبط با شبستانهای غربی و شرقی ساخته شده است. کاشیهای سردر ایوان با معرق تزیین شده و کتیبه کوفی بر سر در نصب شده است. سقف گنبدی ورودی شمالی دارای تزیینات رسمی بندی است.
کف حیاط با طرحهای زیبای آجری مفروش است و حوض بزرگی در ضلع شمالی حیاط قرار دارد. سکوی بزرگی نیز برای نمازگزاران در میان حیاط ساخته‌اند. بام بنا تمامی سفالپوش است. در طول تاریخ شهر ساری و منجمله بنای مسجد جامع آن بارها و بارها ویران شد و از نو، شهر ساری و مسجد را بنا کردند. بنای فعلی مسجد جامع ساری مربوط به دوره قاجار است. در تأیید این گفتار، در کتاب تاریخ طبرستان ابن اسفندیار میخوانیم: «و در این سال (۳۲۶یا ۳۲۷) آب در ساری افتاد و جمله ساری را خراب کرد و بنیادی که پیش از آن بود هیچ بر جای نگذاشت و مردم ساری جمله به پای کوهستان شدند تا خدای تعالی آب به قرار آورد.» و نیز در حوالی سال ۵۴۰ تا ۵۶۷ سردار خوارزمشاهیان از خراسان به مازندران حمله کرد و... باز هم از تاریخ طبرستان: «به ساری آمد و کشتار کرد و خراب کرد و آتش زد واز هیچ بنیاد از مسجد و گورخانه ها نگذشت و به ساری چندان عمارت نبود که سایه ای در او افکند...}»

## مدیریت مسجد

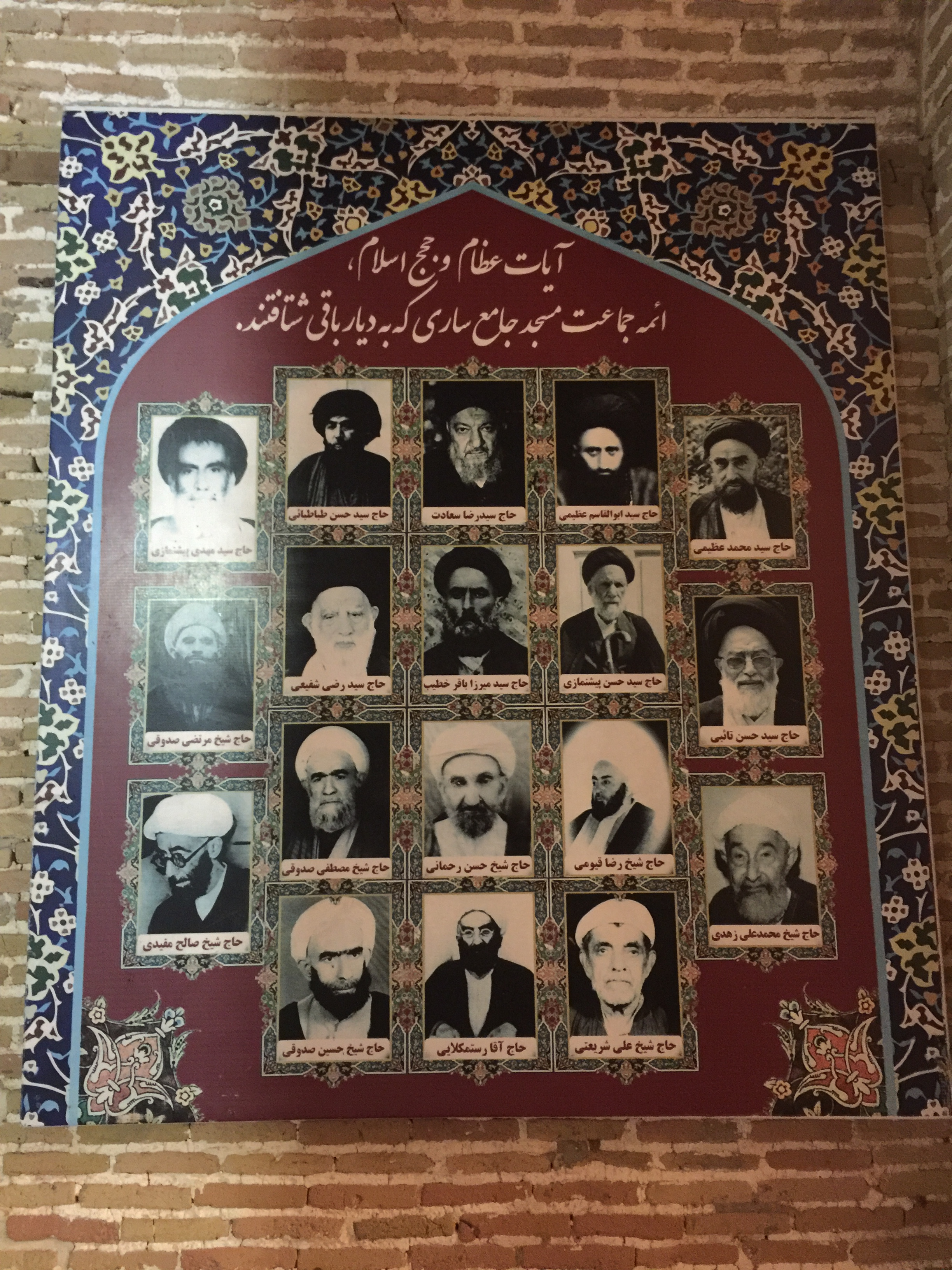
امامان جماعت مسجد جامع ساری

مدیریت مسجد جامع ساری با اداره کل اوقاف و امور خیریه مازندران است. در حال حاضر امور مذهبی این مسجد توسط شش امام جماعت اداره می شود. طی سالیان گذشته همواره روحانیون سرشناس شهر و استان در این مسجد اقامه نماز می کردند. آیت‌الله رضا قیومی (بانی مجالس خانگی قرائت قرآن و اقامه نماز در مدارس ساری)، آیت‌الله سعادت ساروی، آیت‌الله صدوقی از جمله امامان جماعت این مسجد بودند.

## حادثه آتش سوزی
این مسجد که از زیباترین مساجد قدیمی ایران بود در روز پنجشنبه ۲۱ تیرماه ۱۳۹۷ در آتش سوخت. به گفته شاهدان، این آتش سوزی بر اثر اتصالات برق آغاز شده بود. در این آتش سوزی، بخش عمده ای از آن از بین رفت.  بازسازی این مسجد با مشارکت مدیریت استان، وزارت راه و شهرسازی، سازمان میراث فرهنگی، صنایع دستی و گردشگری و اوقاف و امور خیریه مازندران و با فعالیت شهرداری ساری در مرداد ماه ١٣٩٨ به پایان رسیده است.

حادثه آتش سوزی مسجد جامع ساری
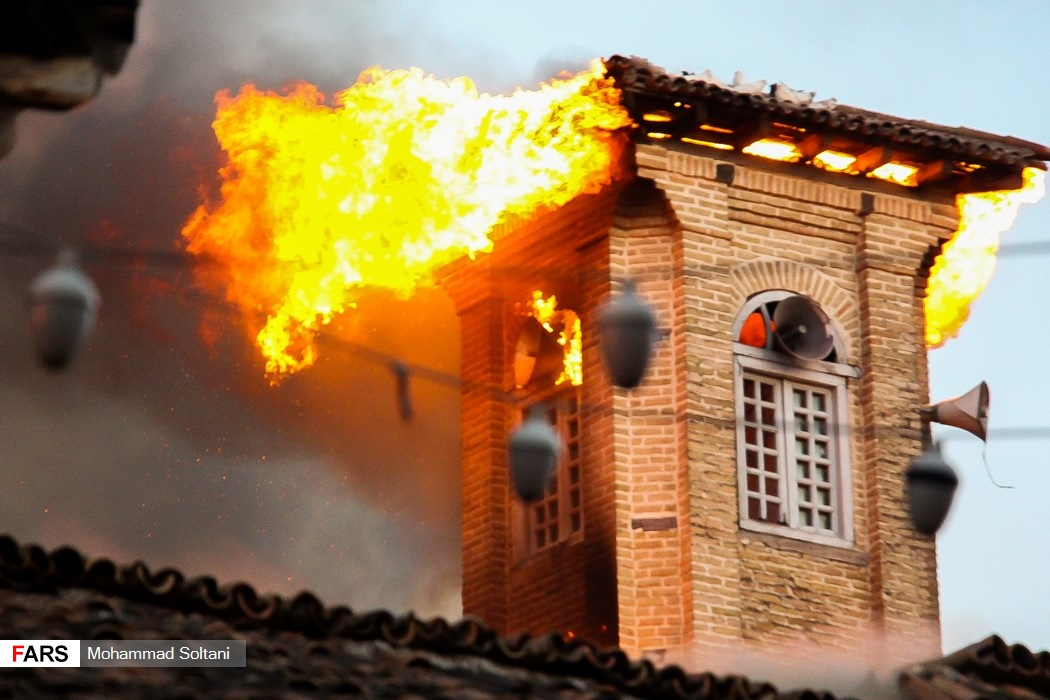
آتش سوزی مسجد جامع ساری
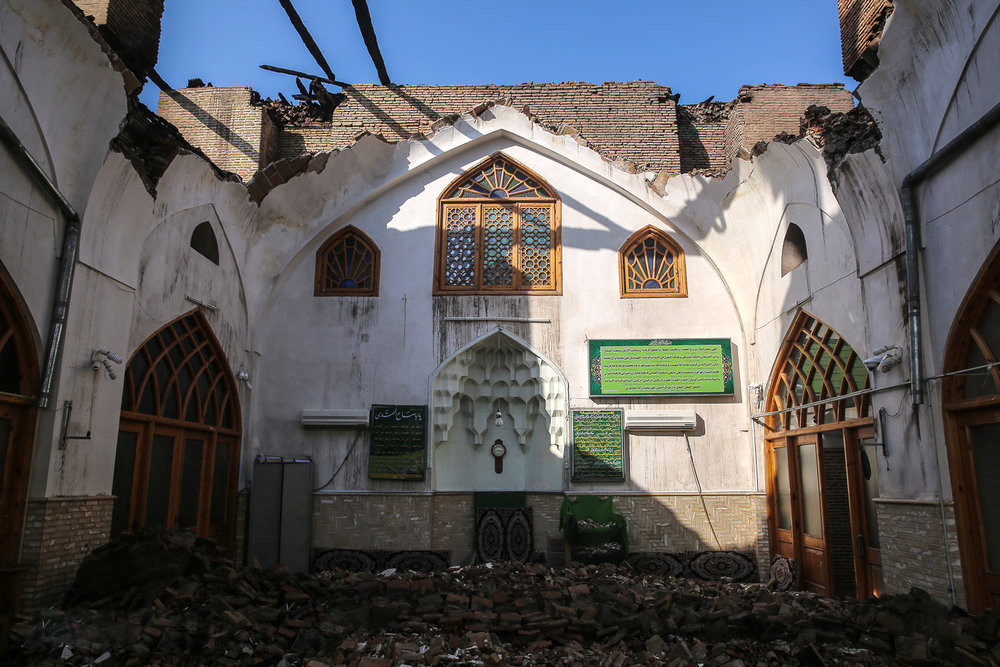
مسجد جامع پس از سوختن
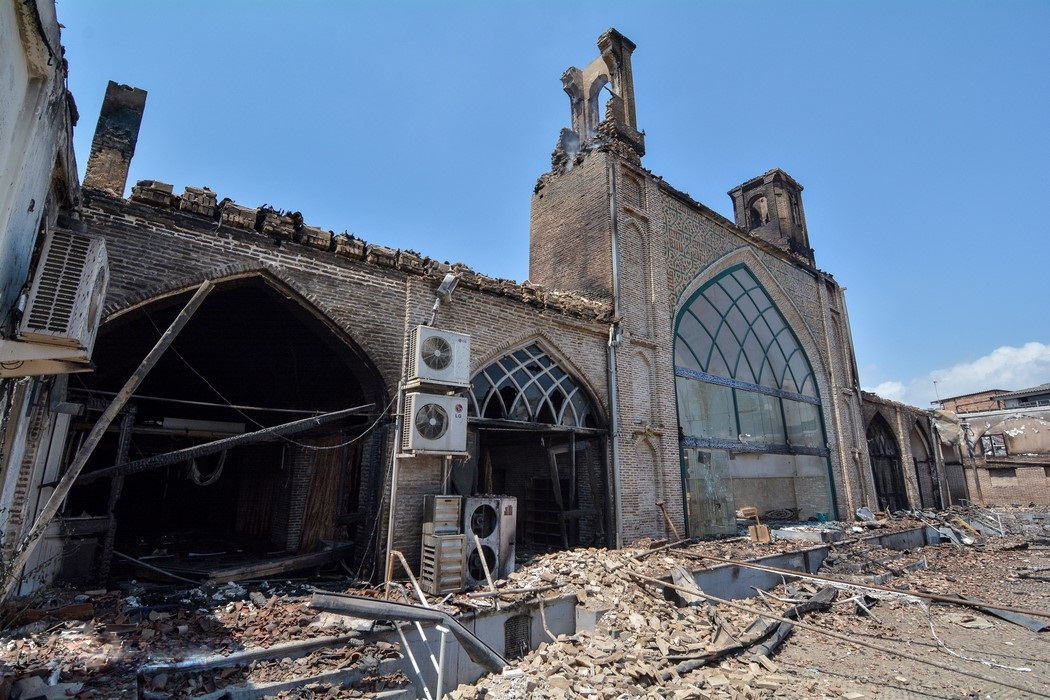
تخریب گسترده مسجد در حادثه آتش سوزی